# Collartomyia hirsuta
Collartomyia hirsuta är en tvåvingeart som beskrevs av Maurice Emile Marie Goetghebuer 1936. Collartomyia hirsuta ingår i släktet Collartomyia och familjen fjädermyggor. Inga underarter finns listade i Catalogue of Life.